# 奥田央
奥田 央（おくだ ひろし、1947年 - ）は、日本の歴史学者。専門は、1920年代〜1930年代を中心としたロシア経済史・農民史。東京大学経済学部卒業。東京大学名誉教授。

## 受賞歴
- 1979年 - 日経・経済図書文化賞（著書『ソヴェト経済政策史』に対して）

## 著書

### 単著
- 『ソヴェト経済政策史――市場と営業』（東京大学出版会、1979年）
- 『コルホーズの成立過程――ロシアにおける共同体の終焉』（岩波書店、1990年）
- 『ヴォルガの革命――スターリン統治下の農村』（東京大学出版会、1996年）

### 共著
『伝統と変革　20世紀の農村ロシア』（群像社、2023年）

### 編著
- 『20世紀ロシア農民史』（社会評論社, 2006年）
- ХХ век и сельская Россия. CIRJE-R-2. Токио, 2005.
- ХХ век и сельская Россия. Выпуск 2. CIRJE-R-9. Токио, 2012

### 共編著
- （廣田功・大沢真理）『転換期の国家・資本・労働――両大戦間の比較史的研究』（東京大学出版会、1988年）

### 訳書
- V・P・ダニーロフ『ロシアにおける共同体と集団化』（御茶の水書房、1977年）
- R・W・デイヴィス『社会主義的攻勢――ソヴェト農業集団化・1929-1930』（御茶の水書房、1981年）
- A・ノーヴ『ソ連経済史』（岩波書店、1982年）
- Ｍ・シートン＝ワトソン『文学作品にみるソヴェト人の息吹』（朝日新聞社、1988年）